# Quintanilla de las Viñas
Quintanilla de las Viñas est une localité qui fait partie de la commune de Mambrillas de Lara dans la province de Burgos dans la communauté autonome de Castille-et-León (Espagne).